# Женский университет Соокмюнъ (станция метро)
Женский университет Соокмюнъ, или «Суктэ-ипку» (кор. 숙대입구역 Суктэ-ипкуёк) — подземная станция Сеульского метро на Четвёртой линии. Она представлена двумя боковыми платформами. Станция обслуживается транспортной корпорацией Сеул Метро. Расположена в квартале Карволь-дон (адресː 101 Garwol-dong) района Йонсан-гу города Сеул (Республика Корея). На станции установлены платформенные раздвижные двери.
Станция была открыта 18 октября 1985 года.
Открытие станции было совмещено с открытием участка 4 линии Хехва — Садан длиной 16,5 км и еще 13 станцийː Хехва (420), Тондэмун, Исторический и культурный парк Тондэмун, Чхунъмуро, Мён-дон, Хвехён, Сеул, Самгакджи, Синёнъсан, Ичхон, Донджак, Ису (Университет Чхонъсхин) и Садан (433).
В непосредственной близости расположен Женский университет Соокмюнъ из-за которого станция и получила своё название. Также в нескольких минутах ходьбы расположена наземная станция метро на Первой линии Намён (134), открытая  15 августа 1974 года.